# رافائل مونئو
خوزه رافائل مونئو وایس (به اسپانیایی: José Rafael Moneo Vallés) (زاده ۹ مه ۱۹۳۷) معمار برجستهٔ اسپانیایی است. او در سال 1996 برنده جایزه پریتزکر شده است. 

## نگارخانه

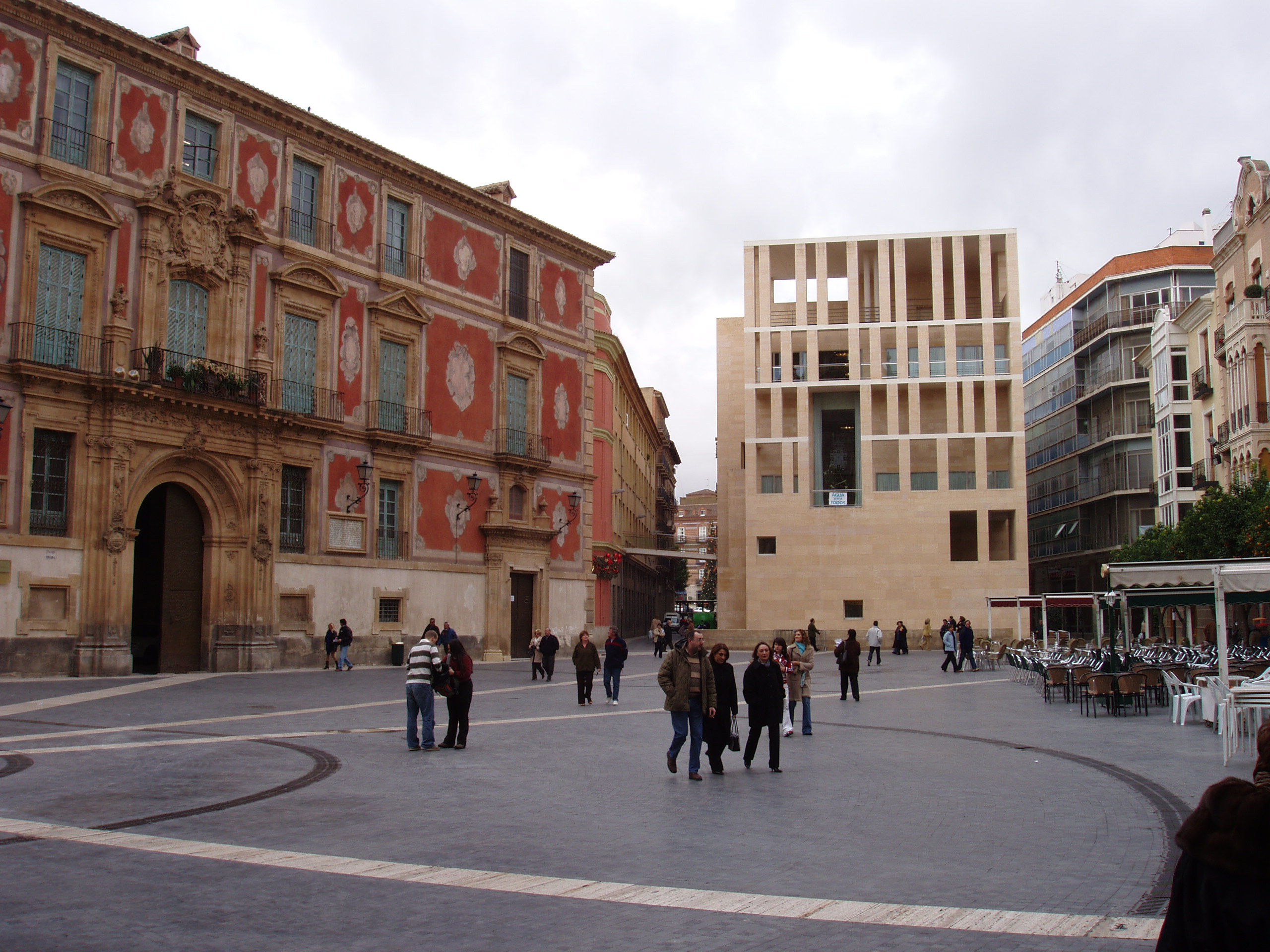
مورسیا (شهر) Town Hall on the Cardenal Belluga Plaza
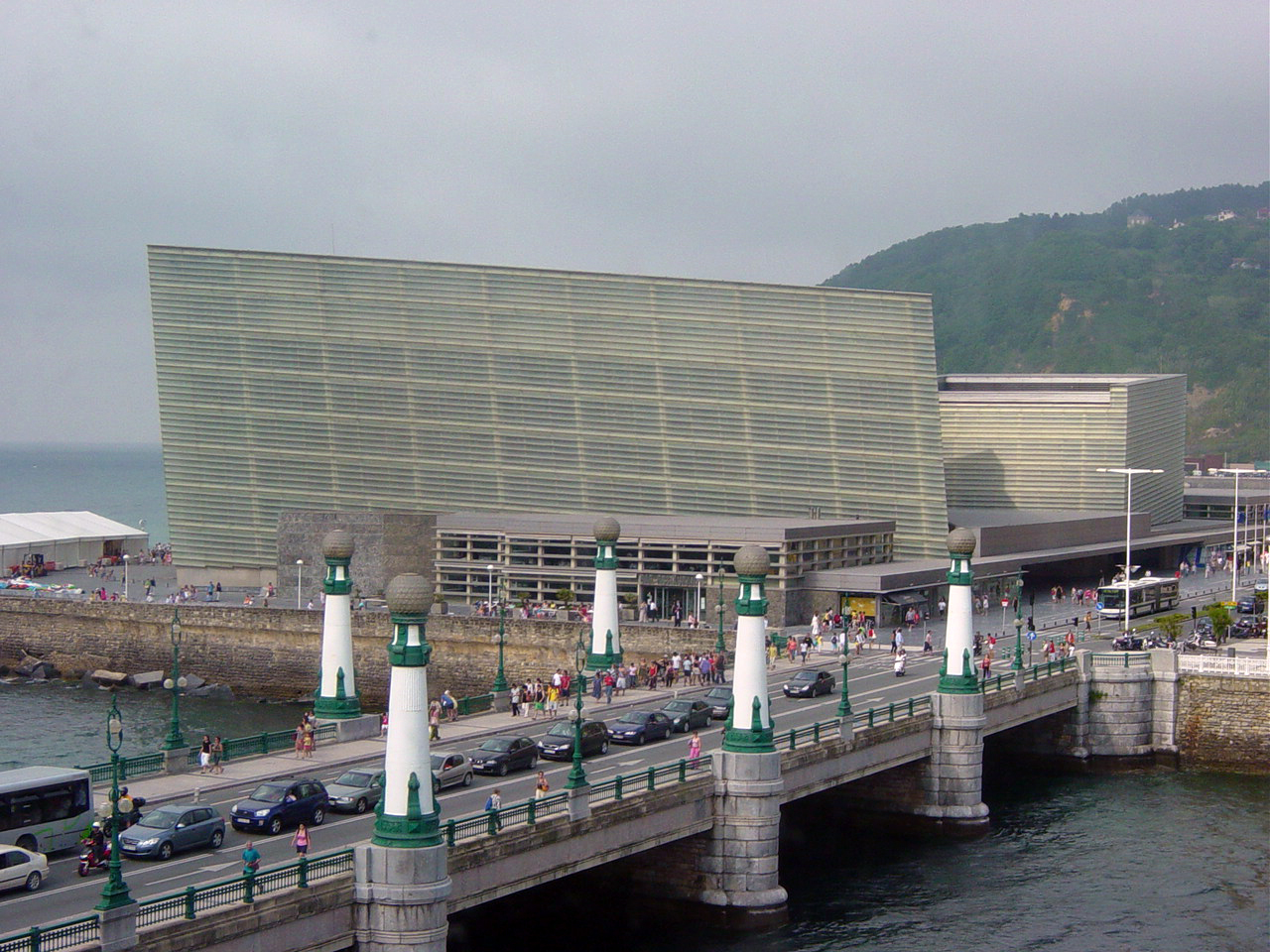
Kursaal Palace  in سان سباستین (Spain)
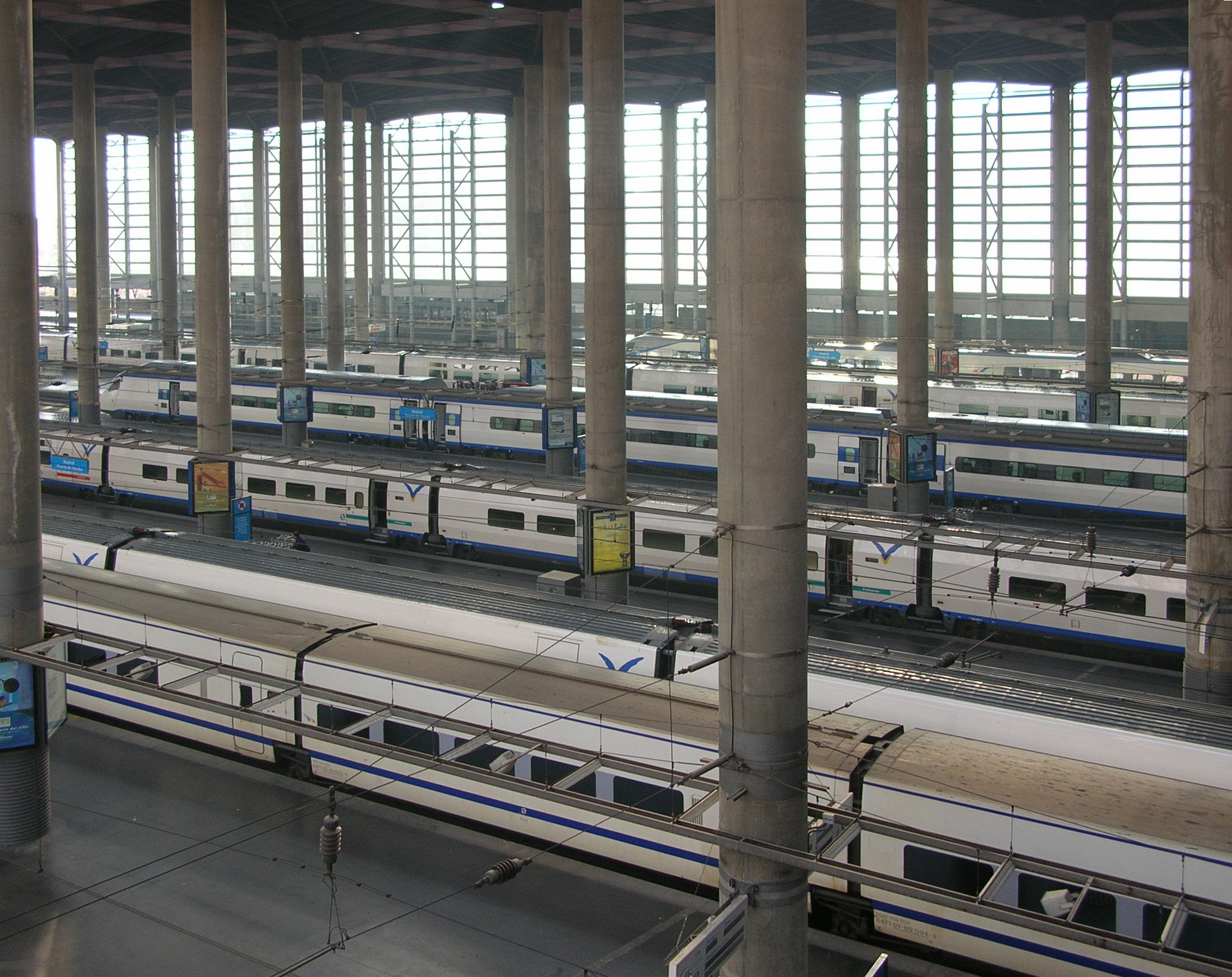
The extension to Atocha Railway Station, Madrid
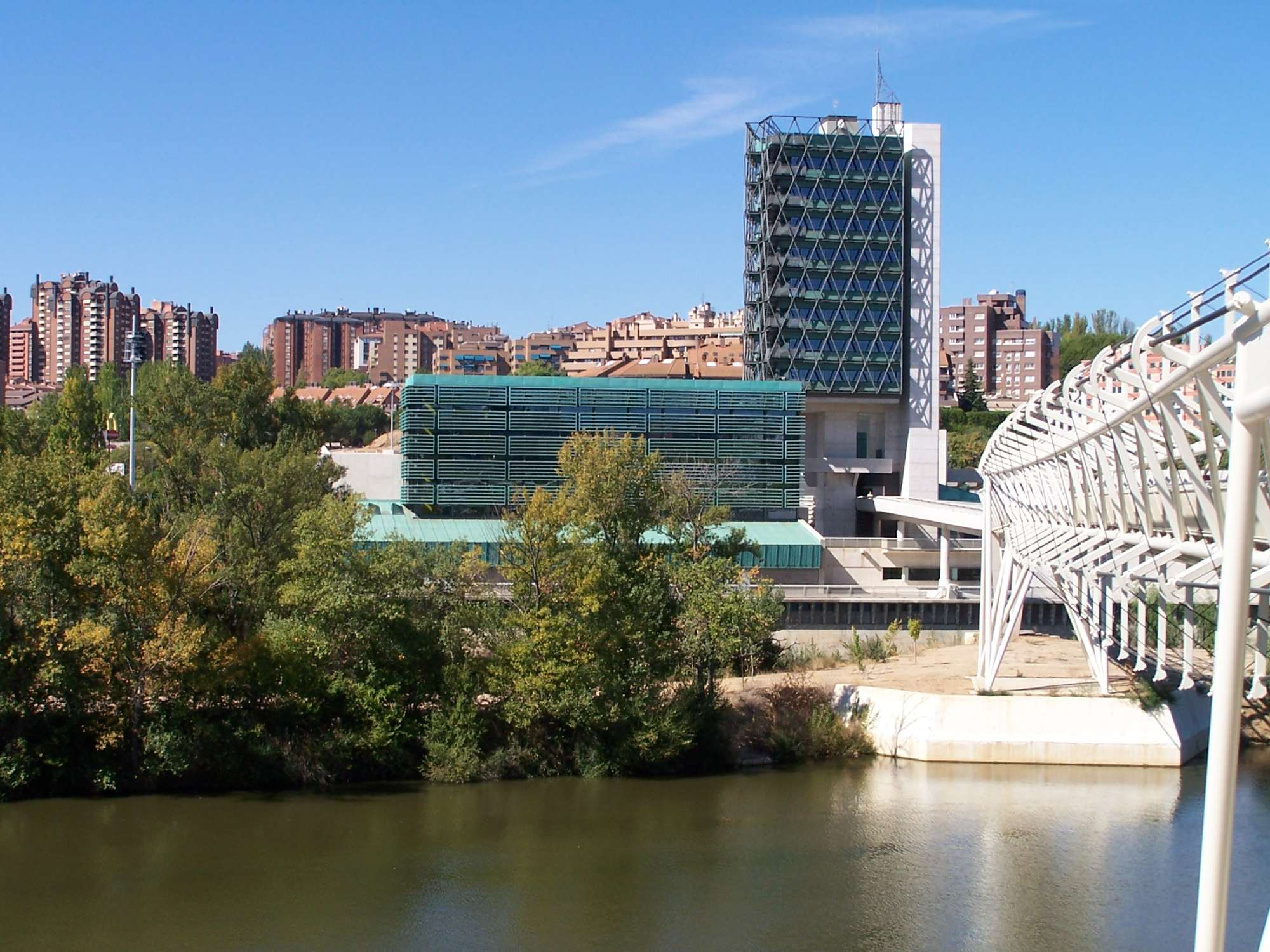
Museo de la Ciencia والادولید،  Spain
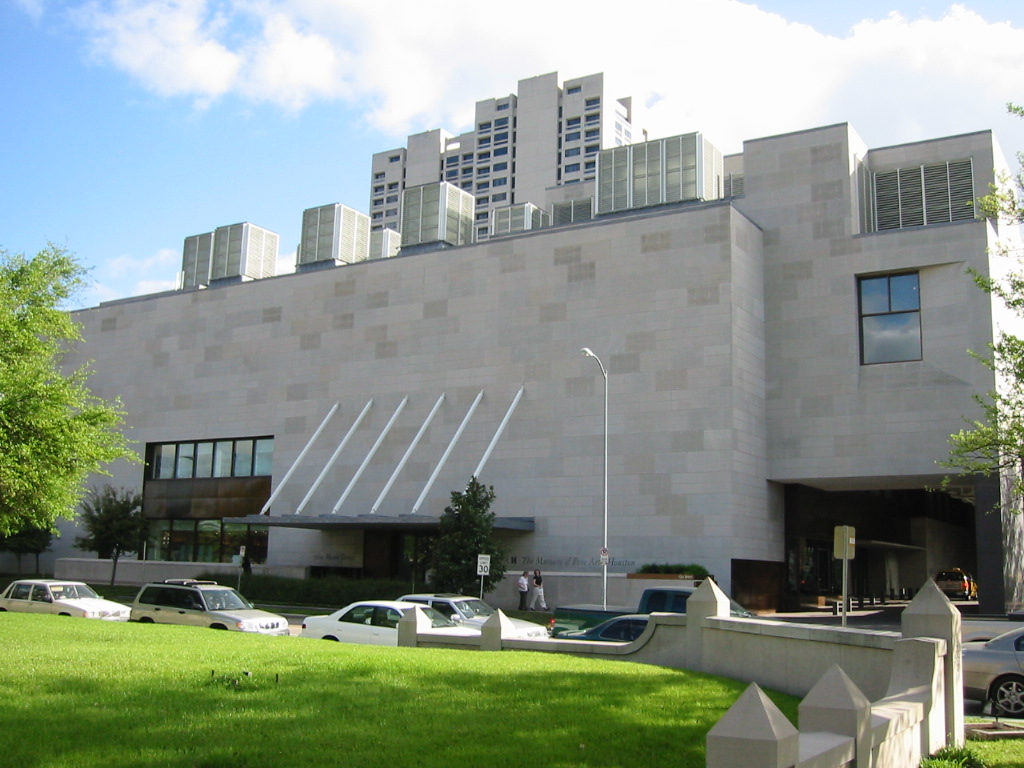
Audrey Jones Beck Building, موزه هنرهای زیبای هیوستون،  Texas
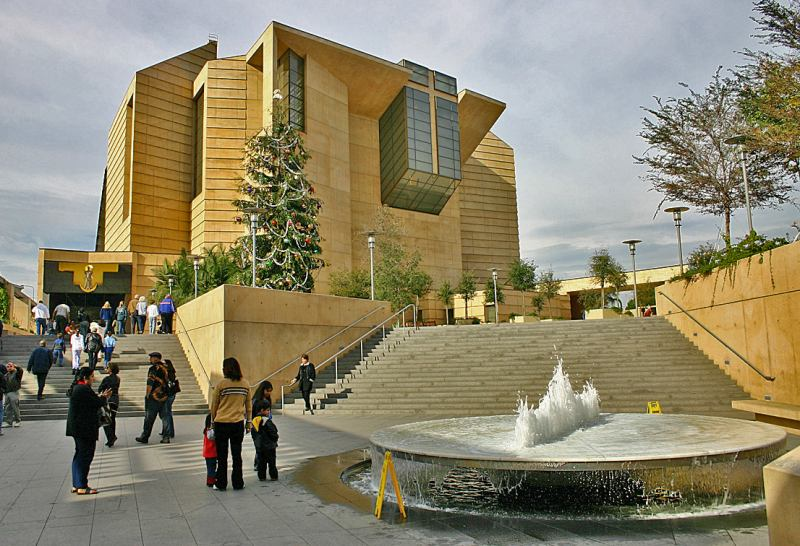
کلیسا در لس آنجلس